# Bean (Kent)
Bean is een civil parish in het bestuurlijke gebied Dartford, in het Engelse graafschap Kent.